# Imgur
Imgur – strona internetowa oferująca darmowy hosting grafiki. Serwis uruchomiono 23 lutego 2009 roku. Dostępnymi formatami obrazu do załadowania są: JPEG, PNG, GIF, APNG, TIFF, BMP, PDF oraz XCF.
Strona oferuje również udostępnienie obrazka z dowolnego łącza internetowego, bądź też schowka. Prócz samego przechowywania obrazków można również stworzyć memy internetowe, polegające na dodaniu tematycznych napisów do obrazka. Serwis był notowany w rankingu Alexa na miejscu 67 (maj 2020).